# Brandon Flynn
Brandon Flynn (sinh ngày 11 tháng 10 năm 1993) là một diễn viên người Mỹ được biết tới với vai diễn Justin Foley trong serie phim 13 Reasons Why, ngoài ra còn được biết tới với nhân vật cùng tên với anh trong bộ phim ngắn Home Movie, và vai diễn thực tập viên Mike trong bộ phim BrainDead.

## Tiểu sử
Brandon Flynn là người Do Thái, anh sinh ra ở Miami, Florida, Hoa Kỳ. Flynn học trung học tại một trường về nghệ thuật New World School of the Arts. Sau khi hoàn thành trung học, anh tiếp tục con đường học vấn của mình, anh tốt nghiệp ngành Mỹ thuật tại trường Nghệ thuật Mason Gross, Đại học Rutgers, ở New Jersey. Vai diễn đầu tiên của Flynn vào vai Ngài Smee trong tiết mục nhạc kịch Peter Pan.

## Sự nghiệp
Flynn bắt đầu sự nghiệp của mình vào vai Thực tập viên Mike trong bộ phim BrainDead vào năm 2016. Năm 2017, anh tham gia một vai diễn nhạc kịch của Kid Victory tại Sân khấu Vineyard
Ngoài những vai diễn này, Flynn còn phụ trách một số vai diễn trong các bộ phim hài khác nhau, như người báo cáo cho CWW's "FL Kidcare Health", ngài hiệu trưởng trong serie Sirens, vai Sid trong Lost and Gone Forever. Ngoài ra, Flynn còn tham gia hơn mười một vai diễn trong đó bao gồm Much Ado About Nothing và The Crucible.
Năm 2017, Flynn còn tham gia bộ phim 13 Lý Do Tại Sao trong vai Justin Foley, một bộ phim của Netflix.
Tháng 2, năm 2018. Anh tham gia vai diễn Ryan Peters, trong bộ phim True Detective mùa ba.

## Đời tư
Tháng 9 năm 2017, anh đã công khai là người đồng tính trên Instagram, và cũng tại thời gian đó, anh bắt đầu hẹn hò với nam ca sĩ, nhà soạn nhạc người Anh Sam Smith, nhưng họ đã chia tay vào cuối tháng 6 năm 2018 sau 9 tháng hẹn hò.

## Đóng phim

### Phim điện ảnh
| Năm  | Tựa phim        | Vai          | Ghi chú   | Tham khảo |
| ---- | --------------- | ------------ | --------- | --------- |
| 2020 | Looks That Kill | Max Richards | Vai chính | [ 10 ]    |
| 2022 | Hellraiser      |              | Hậu kỳ    | [ 11 ]    |
| TBA  | The Parenting   |              |           | [ 12 ]    |

### Phim truyền hình
| Năm       | Tựa phim       | Vai             | Ghi chú     | Tham khảo |
| --------- | -------------- | --------------- | ----------- | --------- |
| 2016      | BrainDead      | Mike the Intern | 1 tập       |           |
| 2019      | True Detective | Ryan Peters     | Vai định kỳ | [ 13 ]    |
| 2017–2020 | 13 Reasons Why | Justin Foley    | Vai chính   |           |
| 2020      | Ratched        | Henry Osgood    | Vai định kỳ |           |

### Video âm nhạc
| Năm  | Tựa bài   | Vai | Người biểu diễn               | Tham khảo |
| ---- | --------- | --- | ----------------------------- | --------- |
| 2018 | "Lockjaw" | —   | Cook Thugless (feat. Shyrley) |           |